# The Olympics
The Olympics er et rockband og har eksisteret siden 2008 og har base i København. Bandet opnåede i foråret 2009 en finaleplads i årets udgave af Karrierekanonen. Alle medlemmer har dog jyske rødder og er nærmere bestemt fra Århus, Fanø og Vejle. 
The Olympics har rødder i rockmusikken, men henter lige så meget inspiration fra alle mulige andre steder og genrer. 
Af musikalske inspirationskilder kan nævnes TV on the Radio, Talking Heads og David Bowie.